# Catherine Plewinski
Catherine Plewinski (Courrières, Francia, 12 de julio de 1968) es una nadadora francesa retirada especializada en pruebas de estilo mariposa y estilo libre, donde consiguió ser medallista de bronce olímpica en 1992 en los 100 metros mariposa y medallista de bronce olímpica en 1988 en los 100 metros libres.

## Carrera deportiva
En los Juegos Olímpicos de Seúl 1988 ganó la medalla de bronce en los 100 metros estilo libre, con un tiempo de 55.49 segundos, tras la alemana Kristin Otto y la china Zhuang Yong (plata con 55.47 segundos).
Cuatro años después, en los Juegos Olímpicos de Barcelona 1992 ganó la medalla de bronce en los 100 metros mariposa con un tiempo de 59.01 segundos, tras la china Hong Qian y la estadounidense Crissy Ahmann-Leighton (plata con 58.74 segundos).

## Palmarés internacional
| Juegos Olímpicos               | Juegos Olímpicos        | Juegos Olímpicos  | Juegos Olímpicos |
| Año                            | Lugar                   | Medalla           | Prueba           |
| ------------------------------ | ----------------------- | ----------------- | ---------------- |
| 1988                           | Seúl (Corea del Sur)    | Medalla de bronce | 100 m libres     |
| 1992                           | Barcelona (España)      | Medalla de bronce | 100 m mariposa   |
| Campeonato Mundial de Natación |                         |                   |                  |
| Año                            | Lugar                   | Medalla           | Prueba           |
| 1991                           | Perth (Australia)       | Medalla de plata  | 100 m libres     |
| 1991                           | Perth (Australia)       | Medalla de plata  | 50 m libres      |
| 1991                           | Perth (Australia)       | Medalla de bronce | 100 m mariposa   |
| Campeonato Europeo de Natación |                         |                   |                  |
| Año                            | Lugar                   | Medalla           | Prueba           |
| 1987                           | Estrasburgo (Francia)   | Medalla de bronce | 100 m mariposa   |
| 1989                           | Bonn (RFA)              | Medalla de oro    | 50 m libres      |
| 1989                           | Bonn (RFA)              | Medalla de oro    | 100 m mariposa   |
| 1991                           | Atenas (Grecia)         | Medalla de oro    | 100 m mariposa   |
| 1991                           | Atenas (Grecia)         | Medalla de oro    | 100 m libres     |
| 1991                           | Atenas (Grecia)         | Medalla de plata  | 50 m libres      |
| 1991                           | Atenas (Grecia)         | Medalla de plata  | 200 m libres     |
| 1993                           | Sheffield (Reino Unido) | Medalla de oro    | 100 m mariposa   |
| 1993                           | Sheffield (Reino Unido) | Medalla de bronce | 100 m libres     |